# Que no surti d'aquí
Que no surti d'aquí és un programa de ràdio emès per Catalunya Ràdio que tracta la crònica social i cultural del país, amb un estil informal i humorístic. S'emet cada dia, de dilluns a divendres de 12h a 13h del matí en directe a Catalunya Ràdio. El programa és presentat pels periodistes i comunicadors Roger Carandell, Marta Montaner i Juliana Canet juntament amb col·laboradors que aporten informació detallada i opinió. El programa va començar a emetre's el setembre del 2023 i ja porta dues temporades en funcionament.

## Història
El programa "Que no surti d'aquí" rau de la necessitat que la CCMA comptés amb un programa del cor en la seva programació.
Al 2018 es començà a emetre a l'emissora iCat el programa de ràdio "Adolescents iCat", presentat per Roger Carandell, Juliana Canet i Joan Grivé dedicat al públic jove, a partir dels 14 anys. Aquest programa tractava temes socials i culturals que afectaven al seu públic amb un caràcter fresc i desenfadat.
Al 2021 el programa va fer el salt a l'emissora Catalunya Ràdio sota el nom "XL". En aquest salt Joan Grivé va ser substituït per la periodista Marta Montaner i es va substituir i sumar nous col·laboradors. El programa s'emetia de 23h a 00h cada dia, de dilluns a divendres i seguia conservant uns continguts similars a Adolescents iCat, essent aquests els predecessors dels continguts del "Que no surti d'aquí".
Per a la temporada 2023, Catalunya Ràdio va fer una aposta per aquest programa com a programa del cor de Catalunya, fent el salt al nom actual, "Que no surti d'aquí", i buscant arribar al conjunt de la població.

## Contingut
El programa aborda una gran varietat de temes, tots entorn una crònica social. Aprofita els temes, novetats i safaretjos de personalitats conegudes tant a nivell de la CCMA, nacionals i internacionals per generar debats i converses socialment rellevants amb humor, transparència i sense complexos.
El programa també té una presència important en les xarxes socials, té comptes oficials a Instagram, X i TikTok on es publiquen actualitzacions, curts del programa i s'interactua amb l'espectador. A més el programa té un canal de YouTube on es publiquen fragments, entrevistes i continguts relacionats. També compta amb un número telefònic on els oients pot enviar informació i participar amb els continguts del programa.
"Que no surti d'aquí" es pot escoltar en directe a través de l'emissora de ràdio Catalunya Ràdio. Posteriorment a l'emissió, el programa és publicat a les plataformes Podcasts d'Apple, Ivoox, Radio.es, Amazon Music i amb la incorporació del vídeo a les plataformes 3Cat i Spotify.